# Sphaerosyllis gravinae
Sphaerosyllis gravinae é uma espécie de anelídeo pertencente à família Syllidae.
A autoridade científica da espécie é Somaschini & San Martín, tendo sido descrita no ano de 1994.
Trata-se de uma espécie presente no território português, incluindo a sua zona económica exclusiva.